# Poecilolycia annulipes
Poecilolycia annulipes är en tvåvingeart som först beskrevs av Johnson 1919.  Poecilolycia annulipes ingår i släktet Poecilolycia och familjen lövflugor.
Artens utbredningsområde är Jamaica. Inga underarter finns listade i Catalogue of Life.